# 相 (夏朝)
相（？—？），姒姓，夏后氏，名相，又作相安，是中國夏朝第五代君主。仲康之子，少康之父。

## 生平

### 攻东夷
夏朝自太康以来，国政混乱。諸侯有窮氏的后羿把持夏朝政權，立了仲康為傀儡，仲康死後，相即位，迁都帝丘（今河南濮阳西南），以便依靠同姓部族斟灌氏（今河南清丰东南）的力量。东夷（淮河下游地区，今山东、江苏，安徽一带）是生活在东部的各部族，相传有九个较大的部族。他们逐渐发展强大起来，进入中原，与夏朝发生冲突。《竹書紀年》記載相在位第一年攻淮夷（分布在淮河下游地区）、畎夷（东夷一支），第二年攻風夷（居地近海）和黄夷（东夷一支），夏军两年作战，全部获胜。第七年于夷（即盂方，今河南睢县）來訪。慑于夏军之威，前来归服。

### 澆滅相
東夷有窮氏（今山東西部）首領后羿推翻夏后氏稱王之後，相流亡到帝丘（今河南濮陽西南）避難，並依附同姓諸侯斟鄩氏和斟灌氏的力量進行有限統治。
不久，后羿被其大臣寒浞所殺，澆是寒浞長子，封在有過氏部族的過（今山東萊州西北）地。寒浞派澆率兵攻打相，澆的有過氏軍進攻斟灌氏及帝丘，一舉擊滅斟灌氏（今河南清豐東南），攻克帝丘。相再逃到斟鄩氏（今河南鞏義西南）處。澆又率軍進攻，並擊滅斟鄩氏，殺死相。相的妻子后緡已懷孕，急從小洞逃出，逃到娘家有仍氏（今山東濟寧東南）處避居，生兒子少康。